# Raglan (kleding)

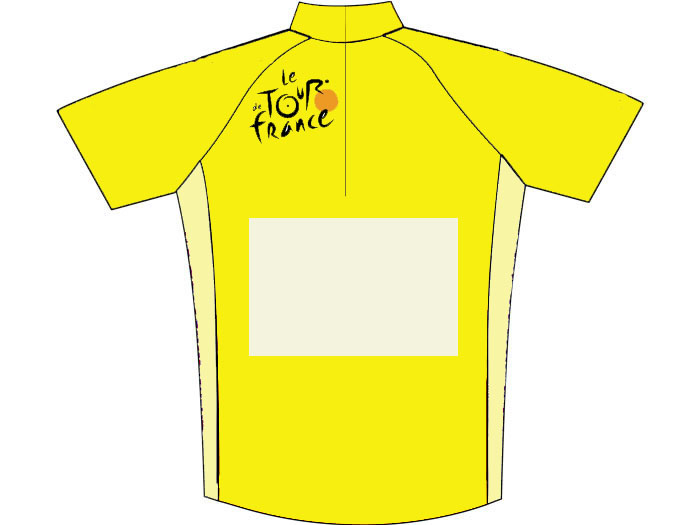
Raglanmouwen in de "gele trui"

Raglan is een manier om een mouw in te zetten in kledingstukken als truien, pullovers, jassen en mantels. Het kenmerk is bij een raglan dat er een schuine naad loopt vanaf de okselholte tot de halskraag.
Raglanmouwen kunnen behalve in genaaide vorm ook in gebreide (tricot) vorm bestaan. Hoewel de meeste raglanmouwen een rechtlopende naad hebben zijn er ook gekromde varianten.
Raglanmouwen worden behalve in de reguliere mode ook veelvuldig toegepast in sportkleding en trainingspakken. 
De naam van de raglancape en -jas is volgens de legende gebaseerd op de troepen van FitzRoy Somerset, 1e baron Raglan die tijdens de Krimoorlog vanwege de kou in hun dekens een gat maakten en die vervolgens zo over hun hoofd trokken.

## Noot
1. ↑  Mary Lisa Gavenas, The Fairchild encyclopdia of menswear. New York, 2008, p. 301.